# Georges Deyrieux
Georges Deyrieux, né le 27 décembre 1820 à Millery et mort le 11 juillet 1868 à Montagny, est un peintre français.

## Biographie
Georges Deyrieux est le fils de Jean Étienne Deyrieux (1796-1859) et de Claudine Favier (1794-1865), vignerons.
En 1850, il épouse Louise Brottet (1827-1900).
Élève de Simon Saint-Jean, il expose au Salon de 1851 à 1855.
Il meurt à l'âge de 47 ans à son domicile de Montagny.

## Œuvres exposées aux Salons
- Groupe de Fruits au pied d’un arbre, au Salon de 1851 (Marseille)
- Fruits sur une table, au Salon de 1851 (Marseille)
- Le Retour du marché, au Salon de 1851 (Marseille)
- Panier de fruits sur une table de pierre, au Salon de 1851 (Montpellier)
- Le retour du marché. Fruits et légumes, au Salon de 1851 (Montpellier)
- Fleurs et fruits, au Salon de 1853 (Paris)
- Branche d’oranger, au Salon de 1855 (Paris)
- Fleurs et raisins, au Salon de 1855 (Paris)